# LGL24
isai FL LGL24（イサイ エフエル エルジーエル ニーヨン）は、韓国のLGエレクトロニクス（輸入発売元：LGエレクトロニクスジャパン）によって日本国内向けに開発された、auブランドを展開するKDDIおよび沖縄セルラー電話の第3.5世代移動通信システム（CDMA 1X WIN）、および第3.9世代移動通信システム（au 4G LTE）、第4世代移動通信システム（au 4G LTE CA/WiMAX2+）対応スマートフォンである。

## 概要
LGL22の後継機種であり、グローバルモデルのLG G3をベースに先代機種と同じくKDDIとLGエレクトロニクスが共同で開発を行った。ただし、発表はLG G3より先に行われた。製品名のFLには「フルスペック」や「本体を振る」という意味が込められている。
HDの4倍となる2560×1440ドット（2K、WQHD）のAH-IPS液晶を搭載しており、高精細な表示が可能となっている。なお、WQHD液晶は日本国内におけるスマートフォンでは本機種が初搭載となる。
また、isaiスクリーンが強化されており、新たに本体を振ることによってユーザの現在地に合わせた情報を表示したり、着せ替えアプリ「CocoPpa」のデザインを切り替えることができる「isaiモーション」が追加されている。
セキュリティ面では、Gシリーズ及びisaiシリーズでおなじみの「ノックオン機能」を強化した「ノックコード機能」を搭載しており、スリープ時にあらかじめ登録した順番に画面をタップするだけで即座にロックを解除する事が可能となっている。
他にも、先代機種では搭載が見送られた背面キーのうち、音量キーのみ背面に搭載されているほか、先代機種では対応していなかったフルセグ放送の受信にも対応している。
キャッチコピーは「ドデカイ、ドキレイ、感動イサイ。」。

## 沿革
- 2014年5月8日 - KDDI、およびLGエレクトロニクスジャパンより公式発表。
- 2014年7月18日 - 全国にて一斉発売開始。

## 主な機能
※PC向けWebブラウザが標準装備されている。携帯向けサイト(EZWeb)は他のスマートフォンやPCと同じく閲覧不可。
| 主な機能・対応サービス                                                  | 主な機能・対応サービス                                                        | 主な機能・対応サービス                  | 主な機能・対応サービス         |
| ----------------------------------------------------------------------- | ----------------------------------------------------------------------------- | --------------------------------------- | ------------------------------ |
| auウィジェット Webブラウザ                                              | LISMO! for Android LISMO WAVE ハイレゾ音源再生プレイヤー （最大192kHz/24bit） | おサイフケータイ NFC おくだけ充電（Qi） | ワンセグ フルセグ DLNA/DTCP-IP |
| au one メール PCメール Gmail EZwebメール                                | デコレーションメール デコレーションアニメ                                     | Friends Note                            | PCドキュメント                 |
| au Smart Sports Run & Walk Karada Manager ゴルフ(web版) Fitness、歩数計 | GPS 方位計                                                                    | au oneナビウォーク au one助手席ナビ     | au one ニュースEX au one GREE  |
| かんたんメニュー じぶん銀行                                             | 緊急速報メール                                                                | Bluetooth                               | 無線LAN機能 (Wi-Fi)            |
| 赤外線通信                                                              | WIN HIGH SPEED au 4G LTE （CA対応） WiMAX 2+                                  | グローバルパスポート                    | auフェムトセル                 |
| microSD microSDHC                                                       | モーションセンサー(6軸)                                                       | 防水 防塵                               | 簡易留守録 着信拒否設定        |